# Francisco Grande Covián
Francisco Grande Covián (Colunga, Asturias, 28 de junio de 1909 - Madrid, 28 de junio de 1995), fue un médico e investigador español. Su trabajo principal fue en el área de nutrición y bioquímica, siendo fundador y primer presidente de la Sociedad Española de Nutrición.

## Biografía

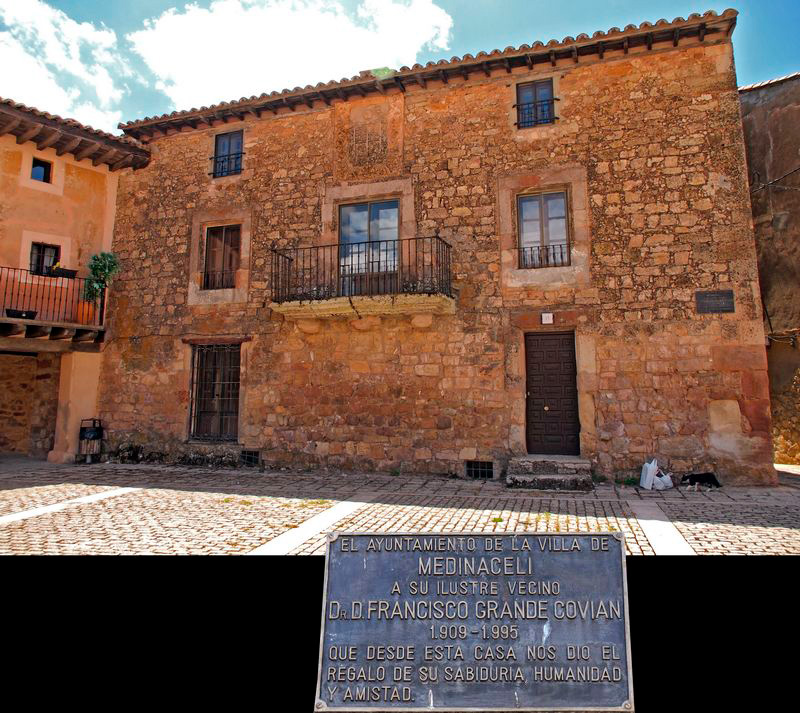
Casa de Francisco Grande Covián en Medinaceli (Soria)

Hijo del Dr. Emilio Grande del Riego que ejercía de médico en Colunga y de Dña. Esperanza Covián. A los nueve años de edad se traslada a Oviedo por motivos laborales de su padre. En esta ciudad ingresa en el instituto y cursa bachillerato. Se traslada luego a Madrid para estudiar medicina. En este tiempo se instala en la Residencia de Estudiantes coincidiendo con la época dorada de esta institución.
Se graduó en la facultad de medicina en 1931, con premio extraordinario de licenciatura; al año siguiente obtuvo su doctorado, con la tesis titulada Sobre algunos reflejos producidos en la médula por interferencia de excitaciones de distinta naturaleza,  también con las máximas calificaciones, sobresaliente en la Facultad de Madrid, y tras haber realizado algunos cursos en Alemania. Trabajó con el también asturiano Severo Ochoa en el laboratorio de fisiología del Dr. Juan Negrín. Durante este tiempo realiza varios viajes por Europa con los cuales logra ampliar su formación académica al relacionarse con importantes personajes tanto de la ciencia como de la investigación europea.

## Profesión
Una vez estalla la guerra civil española se dedica a la docencia en Valencia donde crea el Instituto de Alimentación de esa ciudad, del que fue subdirector. Una de las consecuencias de la guerra civil y de la posguerra fue la aparición del hambre y otros trastornos nutricionales, por lo que Grande Covián y Francisco Jiménez García estudian casos de pelagra, aun cuando la población no consumía maíz. El estudio que llevaron a cabo abarcaba 3116 casos de enfermedades carenciales, de las cuales, 2279 fueron atribuidas a deficiencias de complejo B. En 1937, Conrad Arnold Elvehjem descubrió que el ácido nicotínico prevenía y curaba la pelagra. En 1938, Grande Covián  pudo leer la publicación correspondiente, y junto con los químicos Ángel del Campo y Gómez Aranda, puso en marcha un sistema de fabricación en Madrid, a partir de nicotina, utilizada como veneno para pulgones, que requisaron en las tiendas de suministros agrícolas. Trataron unos 30 000 casos.
Tras finalizar la guerra, y debido a su relación de los años de especialidad con Juan Negrín, ante la posibilidad de ser detenido, pasó unos meses escondido en un cortijo de Úbeda. En ese año de 1939 se trasladó nuevamente a Madrid. Fue depurado por el Tribunal de Responsabilidades Políticas, que le prohibió opositar a un puesto en una universidad española durante 10 años. Durante esos años desarrolló su actividad dentro del Instituto Ibys trabajando en la preparación de vitaminas,  y posteriormente en el Centro de Investigaciones Médicas del Dr. Jiménez Díaz.
Entre la extensa obra de Grande Covián se incluyen numerosos textos sobre metabolismo y nutrición. Su estudio sobre la pelagra en Madrid durante la guerra civil, publicado en 1940,con el enorme número de casos afectados, le dio reconocimiento internacional. También mostró gran interés por el impacto de la contienda y la posguerra en la nutrición infantil, publicando varios textos sobre la cuestión.
A partir del año 1940 empieza a investigar dentro del centro del Instituto de Investigaciones Jiménez Díaz de Madrid. Durante estos años se dedica al estudio de la bioquímica del sistema nervioso haciendo numerosos viajes a Inglaterra. En 1949, obtuvo la Cátedra de Fisiología de la Universidad de Zaragoza. En 1952 fue invitado por Ancel Keys a  su laboratorio, y al año siguiente empieza a trabajar en Estados Unidos comenzando una prolífica carrera que se desarrolla desde 1953 hasta 1975 en la Universidad de Minnesota. Durante esta época realiza trabajos para el ejército estadounidense, sobre el efecto de la restricción calórica en el rendimiento en el ejercicio.  También realizó estudios en animales (perros, patos y gansos) sobre los factores hormonales que regulan el metabolismo de las grasas, especialmente sobre el papel que desempeña  el glucagón en la regulación su absorción.También estudió la relación entre tejido adiposo y termorregulación, calorimetría, efectos fisiológicos del hambre o la obesidad en las personas.Su trabajo más importante y conocido es el establecimiento de la relación entre el riesgo de padecer una enfermedad cardiovascular y la dieta, particularmente el desarrollo de la llamada «ecuación de Keys-Anderson-Grande», que relaciona los cambios en la concentración de colesterol en la sangre con el contenido de grasas con diferentes grados de insaturación  en la dieta.
Regresó a España una vez acabada la dictadura y se instaló de nuevo en Zaragoza, donde en los años cincuenta antes de su periplo por Estados Unidos había obtenido mediante oposición una cátedra de fisiología en la facultad de medicina de la Universidad de dicha ciudad. En este su regreso ocupó la cátedra de Bioquímica y Biología molecular del departamento de Bioquímica y Biología molecular y celular de la Facultad de Ciencias de Zaragoza. En 1986 fue nombrado profesor emérito de la misma facultad hasta el año de su fallecimiento en 1995.

## Reconocimientos
En vida publicó una extensa obra, con numerosos libros y artículos, y está considerado como el padre de la dietética. Fue el fundador y primer presidente de la SEN. Fue nombrado doctor honoris causa por la Universidad Autónoma de Madrid. En 1983 recibió la Gran Cruz de la Orden de  Alfonso X el Sabio.En su honor se le dio nombre al Hospital Grande Covián de Arriondas. Fue nombrado hijo predilecto de su villa natal, Colunga, y un busto fue situado frente a la casa donde nació.En su honor se inauguró, en el curso 1985-1986, el IES Francisco Grande Covián, situado en el barrio de Las Fuentes (Zaragoza).El IB Francisco Grande Covián de Zaragoza comenzó su andadura como instituto de bachillerato en el curso 1985-86. El entonces I.B. «Mixto 14» se crea para completar las necesidades educativas del barrio «Las Fuentes».Asimismo, un Centro Médico de Especialidades de la capital aragonesa lleva el nombre «C.M.E. Grande Covián».